# St. Matthäus (Hüttenberg)

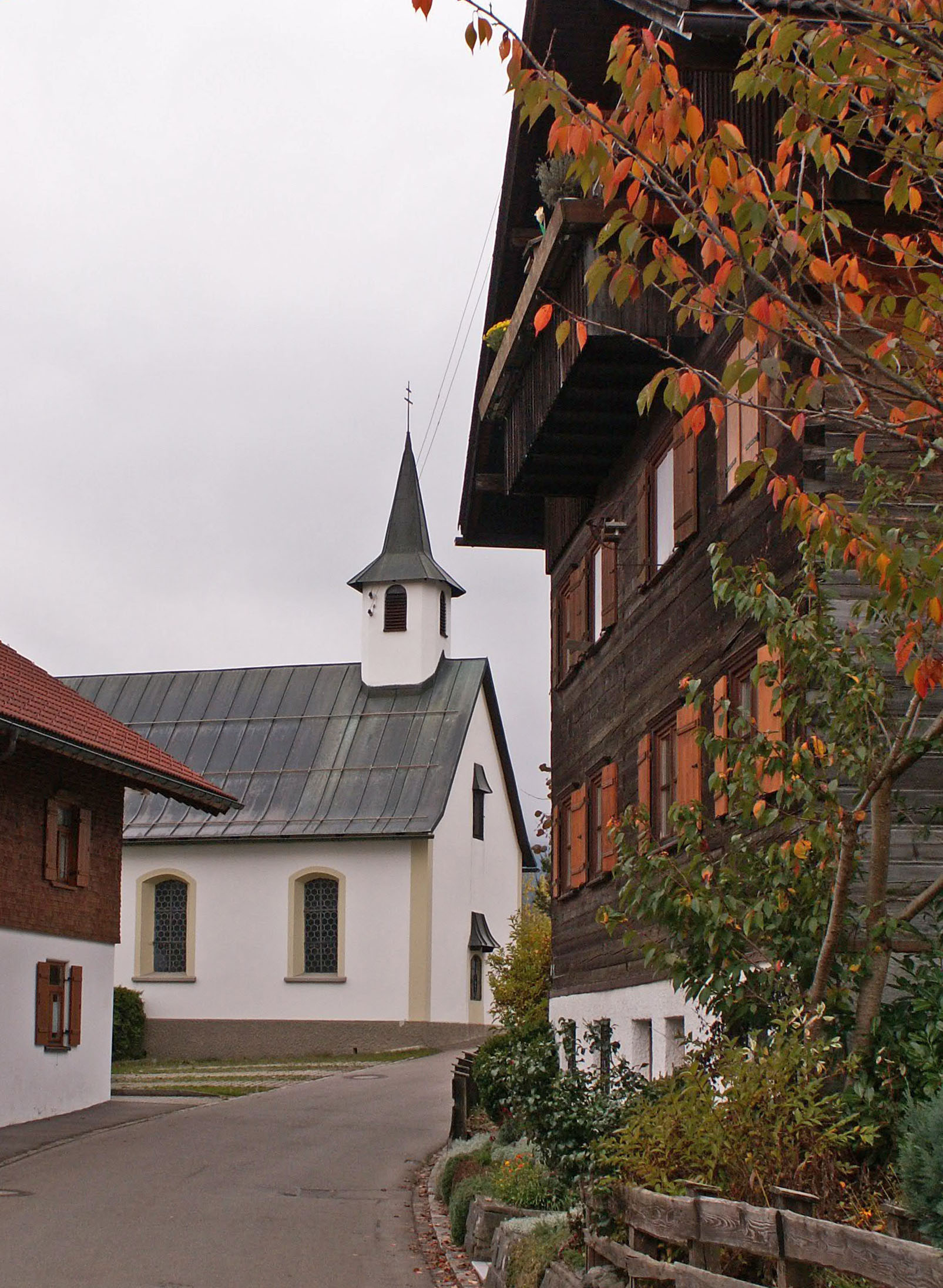
Kapelle St. Matthäus

Die Kapelle St. Matthäus im Ofterschwanger Ortsteil Hüttenberg ist ein Bauwerk aus dem 18. Jahrhundert.

## Geschichte und Beschreibung
Der querliegende Sockelstein der Kapelle trägt die Aufschrift „17 W 06“; urkundlich erwähnt wird der – damals schon lange zurückliegende – Bau der Kapelle in einem Dokument aus dem Jahr 1783. Der Altar wurde am 21. September 1829 durch den Dekan Josef Kirchhofer geweiht; damals wurde auch die Messerlaubnis erteilt. Zu den wertvollsten Ausstattungsstücken des Gebäudes gehört eine Marienfigur aus der Mitte des 14. Jahrhunderts. Die gekrönte Maria hält das stehende Jesuskind, das ihr einen Reichsapfel entgegenhält. Den Rokokoaltar beherrscht einen Kerkerchristus hinter einem hölzernen Gitter in einer Rundbogennische. Er ist außerdem mit Figuren des heiligen Petrus und der heiligen Ottilie geschmückt. Aus der Zeit um 1630 stammt die Darstellung eines Auferstehungschristus. Das Bildnis des Kapellenpatrons Matthäus entstand um das Jahr 1700.
Das Geläute besteht aus zwei Glocken, von denen die ältere aus dem Jahr 1716 stammt. Die jüngere wurde 1903 von Theodor Wolfart gegossen. Ab 1977 wurde die Kapelle renoviert. Damals wurde der Eingang von der Straßen- auf die Südseite verlegt, so dass dort ein neuer, überdachter Eingang sowie eine Verlängerung der Sakristei eingerichtet werden konnten. Das Innere der Kapelle wurde mit Stuck und einem Deckenbild verziert, Holzboden und Bänke wurden erneuert.
Ein Kreuzstein aus dem 17. Jahrhundert mit den Bildnissen der Maria und des Johannes, der ursprünglich am Weg nach Bettenried gestanden hatte, wurde damals in die Nordwand im Innenraum der Kapelle eingemauert. Ein Kreuz mit der Jahreszahl 1777 auf dem Querbalken wurde im überdachten Eingangsbereich angebracht.